# Баутон (Айова)
Баутон (англ. Bouton) — місто (англ. city) в США, в окрузі Даллас штату Айова. Населення — 127 осіб (2020).

## Географія
Баутон розташований за координатами 41°51′5″ пн. ш. 94°0′37″ зх. д. / 41.85139° пн. ш. 94.01028° зх. д. (41.851315, -94.010415).  За даними Бюро перепису населення США в 2010 році місто мало площу 0,36 км², уся площа — суходіл. В 2017 році площа становила 0,28 км², уся площа — суходіл.

## Демографія
Згідно з переписом 2010 року, у місті мешкало 129 осіб у 57 домогосподарствах у складі 33 родин. Густота населення становила 358 осіб/км².  Було 63 помешкання (175/км²).
Расовий склад населення:
| - 98,4 % — білих - 0,8 % — корінних американців |

До двох чи більше рас належало 0,8 %. Частка іспаномовних становила 0,0 % від усіх жителів.
За віковим діапазоном населення розподілялося таким чином: 20,9 % — особи молодші 18 років, 68,2 % — особи у віці 18—64 років, 10,9 % — особи у віці 65 років та старші. Медіана віку мешканця становила 45,5 року. На 100 осіб жіночої статі у місті припадало 122,4 чоловіків;  на 100 жінок у віці від 18 років та старших — 121,7 чоловіків також старших 18 років.
Середній дохід на одне домашнє господарство  становив 53 358 доларів США (медіана — 40 625), а середній дохід на одну сім'ю — 45 356 доларів (медіана — 41 042). Медіана доходів становила 35 714 долари для чоловіків та 31 875 доларів для жінок. За межею бідності перебувало 15,8 % осіб, у тому числі 22,0 % дітей у віці до 18 років та 0,0 % осіб у віці 65 років та старших.
Цивільне працевлаштоване населення становило 67 осіб. Основні галузі зайнятості: виробництво — 23,9 %, будівництво — 20,9 %, мистецтво, розваги та відпочинок — 13,4 %, публічна адміністрація — 11,9 %.